# L'Aube de la nuit
L'Aube de la nuit (titre original en anglais : The Night's Dawn Trilogy) est un roman de science-fiction de l'auteur britannique Peter F. Hamilton. Il comprend trois épisodes :
- Rupture dans le réel (The Reality Dysfunction en anglais), publié en 1996,
- L'Alchimiste du Neutronium (The Neutronium Alchemist en anglais), publié en 1997,
- Le Dieu nu (The Naked God en anglais), publié en 1999.

Ce roman se distingue par sa longueur. Il compte en effet plus de 10 millions de signes, soit plus de six mille pages en version livre de poche. De fait, l'univers décrit est particulièrement détaillé.
Cet univers de fiction est également repris dans un recueil de nouvelles du même auteur, A Second Chance at Eden, publié en 1998, ainsi que dans The Confederation Handbook, recueil de documents fictifs relatifs à cet univers, présentés sous forme « encyclopédique ».

## Humanité auXXVIIesiècle
Dans l'Aube de la nuit, l'humanité, bien que rassemblée au sein d'une organisation interplanétaire qui porte le nom de « Confédération », reste divisée en deux grands groupes : les adamistes et les édénistes. L'économie est principalement contrôlée par les édénistes qui réalisent la majeure partie de l'extraction de l'Hélium 3 (He3) depuis les géantes gazeuses (le royaume de Kulu est, pour des raisons politiques et religieuses, le seul producteur adamiste d'He3). Cette ressource est utilisée comme source d'énergie principale par tous les vaisseaux adamistes. L'utilisation d'une source d'énergie alternative, l'antimatière, est illégale et aussi bien sa possession que sa production sont soumises à la peine capitale.
L'économie est si dépendante de l'He3 servant à la fusion nucléaire que la principale monnaie utilisée dans la Confédération est le fusiodollar (terme qui s'inspire visiblement du pétrodollar).

## Culture adamiste
Le groupe des Adamistes concerne la majorité des humains. Ils se considèrent eux-mêmes comme « les humains normaux ». Ils constituent un vaste groupe d'humains de différentes cultures, aux histoires et aux réalités différentes. Tous les humains non Édénistes sont des Adamistes. La majorité d'entre eux possèdent une religion, dès lors ils sont généralement critiques vis-à-vis l'utilisation des technologies bioteks (biotechnologies) car ces dernières ont été bannies par le pape durant le XXVIIe siècle. Ils leur préfèrent l'utilisation d'implants basés sur les nanotechnologies (appelés « naneuroniques »).
Ces naneuroniques fournissent généralement les mêmes effets physiologiques que les bioteks; il s'agit donc de deux technologies relativement comparables dans leurs effets. Ils s'autorisent néanmoins l'utilisation de quelques outils d'ingénierie génétique afin d'améliorer leur physiologie dans des limites compatibles avec leurs croyances. Les vaisseaux adamistes se propulsent grâce à l'énergie née de la fusion produite par l'He3, combustible dont l'extraction est à la base de l'économie humaine de cette époque. L'utilisation de la technologie TTZ leur permet de voyager plus vite que la lumière, ce qui leur a permis de coloniser des systèmes planétaires en s'installant sur les planètes ou les astéroïdes.

## Culture édéniste
Les Édénistes sont pour la plupart intégrés à une culture unique. Il s'agit d'une culture idéaliste et égalitaire. Ils ont formé une culture utopique ne reposant sur aucune religion. Ils n'en bannissent cependant aucune et certains de leurs membres n'échappent pas à des réflexions basées sur la spiritualité, même s'ils se revendiquent clairement athées. La majorité des Édénistes vivent sur des stations spatiales longues de plusieurs kilomètres. Il s'agit des « habitats » qui orbitent autour des géantes gazeuses desquelles ils peuvent extraire l'He3 utilisé dans les technologies basées sur la fusion nucléaire.
Chaque habitat est un organisme vivant et conscient, membre à part entière de la communauté et acteur de son organisation. Les habitats agissent en qualité de juges impartiaux de la volonté des Édénistes, d'autant plus qu'ils sont complètement conscients de tout ce qui se passe en leur sein et dans leur espace proche.
L'aspect le plus important de l'Édénisme est l'utilisation de l'affinité. L'affinité est une forme avancée de communication qui se rapproche de la télépathie et de la téléportation quantique. Elle leur permet de communiquer avec n'importe quel organisme biotek possédant le gène de l'affinité. Contrairement aux Adamistes, qui ne se soumettent pas tous à la même organisation politique, les Édénistes participent systématiquement à une forme de gouvernement unique nommé « Consensus ». Le consensus est formé de tous les Édénistes à proximité pour se fondre dans une conscience collective temporaire. Ceci leur permet une représentation directe de la volonté de chacun dans les décisions gouvernementales.
Après leur mort, les Édénistes peuvent utiliser l'affinité pour transférer leur mémoire et leur personnalité dans les strates neurales des vaisseaux ou des habitats bioteks. Ils peuvent alors continuer de vivre et de penser pendant plusieurs siècles avant de s'intégrer entièrement à la personnalité de leur habitat. Puisque les habitats n'ont pas de durée de vie maximum et qu'ils peuvent transférer leur mémoire et leur personnalité vers un autre habitat s'ils sont amenés à mourir, ce transfert peut se concevoir comme une forme d'immortalité. Les religions adamistes rejettent cette pratique qu'elles considèrent comme une forme d'obstruction au jugement divin de l'âme après la mort ; ce qui fut à l'origine du schisme entre les cultures édéniste et adamiste.
Les édénistes peuvent voyager plus vite que la lumière grâce à leurs vaisseaux bioteks : les faucons. Les faucons sont plus que de simples vaisseaux spatiaux. Ce sont des organismes pleinement conscients et intelligents qui forment avec leurs équipages une vaste armada de vaisseaux de transport opérant dans la Confédération. Ils sont également très utilisés par les forces spatiales de la confédération en tant que vaisseaux de guerre. Les faucons naissent et vivent dans le vide spatial. Ils sont naturellement conçus pour résister aux champs magnétiques et aux rayonnements énergétiques qui inondent le vide spatial et ils contrôlent parfaitement les champs de distorsion qu'ils peuvent produire grâce à leur composition. Ils les utilisent pour ouvrir des « trous de ver » ce qui leur permet d'aller instantanément d'un point à un autre de l'espace, tant que ces points ne sont pas distants de plus d'une quinzaine d'années-lumière. La maîtrise des champs de distorsion permet aux faucons d'atteindre des vitesses et un niveau de maniabilité qui n'est pas égalé par les vaisseaux adamistes (quand ils ne sont pas propulsés à l'antimatière).
Les Édénistes modifient allègrement le code génétique de leurs enfants, ajoutant le gène qui leur permet d'utiliser l'affinité et donc de vivre selon leur conception de l'humanité. Ils modifient également toutes sortes d'entités biologiques afin de pouvoir les contrôler via le gène d'affinité puisqu'ils deviennent à même de partager leurs perceptions. Ils utilisent ainsi des chimpanzés comme serviteurs ou des insectes comme éclaireurs. Ils peuvent ainsi déléguer de nombreuses tâches et se concentrer sur ce qui leur paraît le plus utile.

## Technologies
Dans l'Aube de la Nuit, certaines technologies « originales » sont utilisées.

### Faucons
Les faucons sont des vaisseaux bioteks, ils sont conscients et fidèlement reliés à leur capitaine depuis la naissance par le lien d'affinité. Pendant qu'ils grandissent chacun de leur côté, le capitaine et son faucon communiquent grâce à l'affinité et il se développe un fort lien affectif entre les deux. L'espérance de vie d'un faucon est de 110 ans tandis que les capitaines peuvent atteindre un âge beaucoup plus avancé. Ceci est dû au fait que les modèles cellulaires des faucons se dégradent plus rapidement qu'ils ne se reproduisent une fois que le faucon devient mature. Après la disparition du faucon, le capitaine reste généralement dans un habitat pour s'occuper de ses enfants. Le faucon effectue un dernier vol d'accouplement à la fin de sa vie. Il y produit alors dix œufs (chacun avec un zygote du futur capitaine à l'intérieur) qui sont laissés en orbite autour d'une géante gazeuse en attendant leur maturation.
Ce vol se passe généralement sur l'orbite de Saturne, et Romulus et Remus sont traditionnellement les bases des faucons édénistes. Après un an, le zygote est éjecté à l'extérieur de l'œuf et est récupéré par son père (celui qui féconde) et par la personnalité de l'habitat. La structure du faucon est largement (environ 80 %) recouverte de nœuds énergétiques, ce qui lui donne des possibilités uniques (manipulation de  l'espace-temps et perception: permet de ressentir les objets ayant une masse ou au moins déformant l'espace-temps, il peut manipuler celui-ci dans une faible mesure, pour modifier le champ de gravitation qui l'entoure). Ces cellules sont utilisées pour créer un champ de distorsion qui permet au faucon d'accélérer dans l'espace, de recharger ses cellules ergostructurantes, de créer des trous de vers pour se déplacer et de sentir les points d'émergence de n'importe quel vaisseau effectuant un saut TTZ. Les champs de distorsion des faucons sont également capables d'empêcher d'autres vaisseaux d'effectuer des saut TTZ.
Un Faucon peut ainsi bloquer un vaisseau à une distance de 100 000 km. Les faucons sont de loin supérieurs technologiquement aux vaisseaux spatiaux purement mécaniques des Adamistes, excepté pour leur vulnérabilité aux radiations. Lorsqu'un faucon effectue une accélération grâce à son champ de distorsion, cela produit un effet de gravité égal à 1g pour l'équipage. Un faucon peut former des trous de ver « sur mesure » en fonction de ses besoins, tandis que les trous de ver des vaisseaux adamistes sont limités par les contraintes mécaniques de la physique orbitale. Un faucon peut émettre sur la bande d'affinité à distance allant jusqu’à 30 Unités Astronomiques (environ 4,5 milliards de kilomètres).

### Gerfauts
Les Gerfauts sont une variation des faucons édénistes qui ont été créés par une remanipulation de leurs gènes afin de les rendre utilisables par des adamistes. Le but de la production de ce type de vaisseaux est d'améliorer les capacités de combat des vaisseaux édénistes. Le génome originel a été acquis de façon douteuse par le dissident Édéniste Rubra en même temps que le génome qui permet la création des habitats édénistes. Avec cette base de données génétique il a pu lancer la germination de l'habitat Valisk, utilisé comme base pour la compagnie Magellanic Itg et comme base de ravitaillement pour les gerfauts.
La distance maximale de saut pour les gerfauts est d'environ 22 années-lumière. Ils sont fréquemment utilisés pour les opérations de contrebande ou par des mercenaires. Leurs capitaines n'ont généralement pas la même « éthique » que les capitaines Édénistes de faucons, ce qui peut leur donner mauvaise réputation.
Les faucons et les gerfauts peuvent s'accoupler. Le gerfaut et son capitaine possèdent les mêmes symbiotes neuronaux, ce qui leur permet d'utiliser l'affinité. Comme ces symbiotes sont uniques, la communication par affinité est limitée entre le gerfaut et son capitaine. La communication entre un Édeniste et un capitaine de gerfaut n'est donc pas possible, alors que le gerfaut pourra s'entretenir via l'affinité avec un Édeniste ou un Faucon. L'espérance de vie d'un gerfaut est de 75 ans.

### Guêpes de combat
L'arme standard utilisée par tous les astronefs est les guêpes de combat. Il s'agit de missiles technologiquement avancés. Ils sont armés avec une variété d'armes énergétiques, cinétiques, avec des ogives thermonucléaires, des sondes et des systèmes électroniques. L'ordinateur contrôle chaque guêpe en analysant les situations tactiques et en choisissant le chemin optimal pour atteindre la cible et engager les autres guêpes sur le chemin de la victoire. Les guêpes ont une accélération maximale de 30 g.
La plupart des Guêpes de combat utilisent la fusion pour leur système de propulsion et d'armement. Les guêpes fonctionnant à l'antimatière sont beaucoup plus puissantes puisqu'elles peuvent accélérer jusqu’à 40 g, mais elles sont illégales dans la Confédération.

### Alchimiste du neutronium
Il s'agit d'une arme développée par le Dr. Alkad Mzu, astrophysicienne. L'alchimiste est capable d'éteindre une étoile ou de la transformer en supernova. Cette arme est le fruit d'une recherche de plus de 30 ans, causée par la volonté de revanche sur le peuple qui a opéré un génocide sur le monde natal du Dr. Mzu. À la fin de l'Alchimiste du Neutronium, second livre de la seconde partie du roman, Hamilton décrit longuement l'effet supernova de cette arme, utilisée pour détruire des vaisseaux adamistes envoyés par les possédés.

### Thermolames
Bien que non détaillées, les thermolames semblent être une forme de couteaux puissants avec lesquels il est possible de quasiment tout couper. Seuls les matériaux protégés par couche moléculaire issue d'un générateur de force peuvent résister. La thermolame brille fortement lorsqu'elle est utilisée (on peut éventuellement faire un rapprochement avec les vibro-lames de l'univers Star Wars).

### Générateurs moléculaires de force
Cette technologie projette un champ de force sur les structures, les rendant plus résistantes. Les vaisseaux spatiaux sont généralement protégés grâce à cette technologie.

### Naneuroniques
Un bloc de naneuroniques (aussi appelé implant nanonique) est un système informatique implanté dans le cerveau humain. L'utilisateur contrôle ses naneuroniques directement en y pensant. Ils peuvent être utilisés pour de nombreuses applications. De nouvelles compétences et connaissances peuvent être chargées sur des naneuroniques et devenir immédiatement accessibles par l'utilisateur. Via un système proche du courriel, des messages peuvent être envoyés à d'autres personnes qui possèdent des naneuroniques, permettant ainsi une forme de télépathie. Ils peuvent également permettre à l'utilisateur de contrôler ses émotions et de réguler ses fonctions corporelles. Des programmes de combats peuvent prendre le contrôle de l'organisme et calculer les meilleurs gestes pour une attaque ou une défense optimale. D'autres programmes permettent d'établir une interface entre les naneuroniques et des machines externes, comme des armes ou des centrales de vaisseaux spatiaux. Il existe plusieurs qualités de naneuroniques dont le prix varie suivant les capacités et l'usine qui les a produits.
Contrairement au biotek, les naneuroniques ne font pas l'objet de polémiques dans la civilisation adamiste (à part sur les mondes à dominante pastorale, comme Norfolk, réfractaires aux technologies avancées).

### Nanoniques médicaux
Ils apparaissent généralement comme des bandes de plastique vert. Les nanoniques médicaux permettent de traiter une grande variété de pathologies, de la simple égratignure à la reconstruction de plaies profondes ou d'os cassés. Ils n'ont pas une fonction unique et peuvent être utilisées dans n'importe quel cas. Il n'en demeure pas moins utile voire nécessaire de recourir à d'autres modes de traitements pour le soin de maladies plus graves comme les problèmes mentaux.

### Cosmonik
Un cosmonik est un cyborg. Il s'agit d'un humain qui a passé tellement de temps en apesanteur et en micro-gravité qu'une large partie de son corps a été atrophié et a dû être remplacée par des implants technologiques. Certains cosmoniks en profitent pour améliorer leurs capacités par rapport à leur statut d'humain. Mais, au fil du temps, nombre finissent par devenir de simples machines avec un cerveau à l'intérieur. De plus, les cosmoniks, au fil des améliorations qu'ils acquièrent, finissent par ressembler de moins en moins à un être humain. Très résistants et parfaitement à l'aise dans le vide spatial, ils peuvent avoir un aspect très impressionnant.
Ceux qui "choisissent" de devenir cosmoniks le font en général parce que les gènes adaptés à l'espace et évitant la dégénérescence des organes (et autres désagréments) n'ont pas été intégrés dans leur génome par leurs ancêtres, contrairement aux lignées de pilotes telles que la famille Calvert.

### Tau zéro
Effectif à l'intérieur d'une sorte de chambre de confinement, le tau zéro enferme ce qui est à l'intérieur dans une position particulière du continuum espace-temps, ce qui a pour conséquence de stopper le temps dans cette chambre. Tout ce qui se retrouve à l'intérieur ne va subir aucune altération du temps, tant que le champ tau zéro reste activé. Pour des raisons inconnues, les possédés restent conscients lorsqu'ils sont enfermés en tau zéro, contrairement aux êtres vivants non possédés. Le tau zéro fait donc vivre des expériences sensorielles particulières aux possédés. Ils décrivent ces expériences comme étant encore pires que d'être dans l'au-delà, et certains préfèrent quitter le corps qu'ils possèdent avant même d'être placés en tau zéro. Le tau zéro est souvent utilisé dans les vaisseaux spatiaux pour préserver les équipages au cours de longs voyages stellaires ou lors de manœuvres nécessitant un haut degré d'accélération (comme les déplacements utilisant l'antimatière). La plupart des vaisseaux sont donc équipés de nacelles tau zéro. La technologie tau zéro est également une composante de l'Alchimiste du neutronium.
Le fonctionnement de cette technologie n'est pas très documenté par l'auteur, ce qui permet d'imaginer de nombreuses hypothèses quant à la physique et aux théories mathématiques à l'œuvre. De même que pour la technologie TTZ (leur relativement faible consommation d'énergie est un sujet de débat parmi les passionnés du genre).

### Vidtrains
Train propulsé dans des tunnels où règne le vide, de cette façon aucune friction ne le ralentit; pour relier l'Afrique à la Grande-Bretagne il faut environ trois quarts d'heure.

### Ascenseur spatial
Un ascenseur spatial ou tour orbitale sur Terre permet de mettre en orbite des voyageurs ou des matériaux de manière très rentable et rapide.

### Navigation TTZ
La technologie TTZ, Translation Temporelle Zéro - Zero Time Translation (ZTT), littéralement Translation en un temps égal à Zéro, est un moyen utilisé à travers toute la Confédération pour voyager plus vite que la lumière. Elle permet aux vaisseaux spatiaux de générer des trous de ver qu'ils peuvent utiliser pour franchir de longues distances instantanément. La navigation TTZ a été inventée par les centres de recherche de la Nouvelle Kong. Pour un vaisseau adamiste, un simple saut peut couvrir une distance de 21 années-lumière. Généralement, les distances parcourues varient autour de 12-15 années-lumière. Pendant un saut, les vaisseaux adamistes sont soumis aux orbites des planètes, et ils doivent calculer avec précision leurs vecteurs de vol pour le voyage. Un saut dure approximativement 0,005 secondes.
Tous les éléments bioteks capables d'user de la technologie TTZ sont capables de l'ajuster à leurs besoins pour la création de trous de ver. Ce qui leur permet d'atteindre de hauts degrés de précision pour leurs manœuvres. Les constructions bioteks ne dépendent pas des orbites planétaires pour certaines phases de leurs sauts. Les faucons édénistes peuvent sauter jusqu’à 15 années-lumière tandis que les gerfauts peuvent atteindre des distances de 21 années-lumière. Tranquillité, un habitat indépendant, peut franchir quelques milliers d'années-lumière. En effet, un système d'évacuation d'urgence en cas de danger a été implanté dans l'habitat, et c'est le seul habitat connu capable d'effectuer des sauts TTZ. La technologie TTZ sert également de composant à l'Alchimiste du Neutronium.
Effectuer un saut TTZ proche de la pesanteur d'une étoile ou d'une planète relève d'un exercice difficile et cette manœuvre est souvent à l'origine de pannes des systèmes de navigation des vaisseaux adamistes, allant parfois jusqu’à la complète destruction de ceux-ci.
Une planète terracompatible standard interdit donc les sauts des vaisseaux adamistes à une distance de moins de 55 000 km (sauf aux points de Lagrange) tandis que les vaisseaux bioteks peuvent effectuer le saut à partir de 2 000 km. Une planète édéniste étend cette distance à entre 100 000 et  175 000 km. Quant aux habitats, leur pesanteur artificielle n'influence pas les coordonnées de saut. Dans l'Aube de la nuit, le gerfaut Udat réussit à s'introduire dans l'habitat Tranquillité pour aider le Dr Alkad Mzu à s'échapper.

## Personnages  principaux de l'Aube de la nuit

### Samual Aleksandrovich
Grand amiral des forces spatiales de la Confédération.

### Joshua Calvert
Capitaine du vaisseau adamiste Lady Macbeth. Il a débuté comme récupérateur dans l'anneau Ruine à proximité de Tranquillité. C'est grâce à une découverte dans cet anneau qu'il s'enrichit en vendant aux enchères le fruit de sa découverte, lui permettant de remettre à neuf le vaisseau de son père qu'il commande. Pilote spatial très doué, et possédant une intuition hors du commun, il est également surnommé "Lagrange Calvert".
Grand coureur de jupons intergalactique, il n'en reste pas moins l'amant privilégié de Ione Saldana qui gouverne l'habitat Tranquillité.

C'est le héros de cette épopée.

### Liol Calvert
Demi-frère inconnu de Joshua Calvert, laissé par leur père commun sur l'une des colonies astéroïdes des Dorados. Élevé avec les réfugiés garissans, doté des gènes Calvert et de la même intuition, il possède une entreprise de maintenance d'astronefs et jouit d'une fortune confortable - du moins dans l'archipel. Liol nourrit l'espoir de pouvoir sillonner l'espace à l'instar de son père. Personnage semi-crucial.

### Al Capone
L'âme d'Al Capone, revenue de l'au-delà, qui a investi un corps. Comme durant sa vie de mortel, Al Capone tente de régner en maître sur la planète Nouvelle-Californie où habitait le corps qu'il possède. Personnage crucial.

### Dariat
Un des nombreux descendants de Rubra, il est l'un des seuls à comprendre d'instinct la véritable nature des possédés. Il fait un pacte avec eux, allant même jusqu’à quitter son corps en mourant pour en investir un autre, afin d'acquérir les nouveaux pouvoirs conférés aux âmes qui reviennent de l'au-delà. Personnage semi-crucial.

### Quinn Dexter
Membre très actif de la secte du Porteur de Lumière sur Terre (dénomination dans laquelle on peut trouver une allusion à Lucifer), Quinn Dexter est déporté sur la planète Lalonde à la suite de son arrestation sur Terre. Lors d'un rituel s'apparentant à certaines pratiques satanistes, Quinn devient le premier corps possédé à cause d'une rupture dans le continuum spatio-temporel et se croit, de ce fait, l'envoyé du "Frère de Dieu" lui-même. Cette rupture est provoquée accidentellement par une créature extraterrestre extrêmement évoluée et assoiffée de connaissances, un Ly-Cilphe.
Par la suite, il arrivera à reprendre le contrôle de son corps en y enfermant l'âme qui le possédait et devient ainsi le plus puissant des possédés.
Quinn Dexter représente donc l'incarnation de la folie la plus noire et du Mal à l'état le plus brut.
Sa seule volonté est d'infliger la souffrance pure et de faire régner la destruction la plus totale, afin de préparer la venue de Satan, le frère de Dieu, ou Porteur de Lumière.
On a rarement vu, dans un roman de SF, un "méchant" aussi travaillé, et représentant aussi profondément le Mal. Mais la vraie prouesse de l'auteur est de ne pas lui avoir attribué un caractère trop manichéen ou stupide. En effet, Quinn Dexter est un personnage à multiples facettes, d'une grande intelligence et représentant un danger réel à cause de ses immenses pouvoirs.
C'est LE "méchant" de l'histoire.

### Erick Thakrar
Membre du SRC (Service de Renseignement de la Confédération), il a été chargé d'infiltrer l'équipage du Vengeance de Villeneuve afin de démanteler un réseau de contrebande.

### André Duchamp
Capitaine du vaisseau adamiste le Vengeance de Villeneuve. André Duchamp est une personne particulièrement cupide, à la morale plus que douteuse. Il est donc prêt à affréter son vaisseau pour effectuer des courses illégales à travers la Galaxie ou à se livrer à divers actes de contrebande et de piraterie.

Il voue une haine sans borne aux "Anglos", les descendants des populations anglo-saxonnes de la Terre.

### Ashly Hanson
Pilote de spatiojet (véhicule destiné à faire des allers-retours entre la planète et le vaisseau en orbite), il fait partie de l'équipage de Joshua Calvert. C'est un chrononaute, un individu qui effectue de longs séjours en tau-zéro (environ 50 ans) puis passe quelques années à visiter la galaxie avant de retourner en sommeil. Il finance ces séjours par des investissements à long terme, notamment des colonies.
Il est aussi présent dans The Lives and Loves of Tiarella Rosa, dans le recueil A Second Chance at Eden.

### Père Horst Elwes
Prêtre envoyé sur Lalonde pour le punir officieusement de son manque de foi et d'activisme. Il sombre dans l'alcool et la lâcheté à son arrivée dans le village de Dexter. Il connaît sa rédemption en sauvant des enfants d'Aberdale après la Rupture.

### Ralph Hiltch
Ralph Hiltch est un Agent de L'ASE (services secrets de Kulu) en poste sur Lalonde. Il est ensuite impliqué dans la grande bataille de la Libération, promu général par les Saldana.

### Louise Kavanagh
Fille d'un riche propriétaire et membre d'une grande famille de Norfolk. Elle sera l'amante de Joshua Calvert et lui donnera un enfant. Elle est aussi impliquée dans la lutte contre Quinn Dexter et les possédés sur Terre. Personnage crucial.

### Powel Manani
Superviseur des deps et des colons du nouveau village d'Aberdale sur Lalonde. Il possède un chien avec qui il a le lien d'affinité. Il sera sacrifié par Quinn Dexter et son âme sera le vecteur du Ly-cilphe qui créera la rupture dans le réel.

### Fletcher Christian
Le révolté du Bounty revenu d'entre les morts sur la planète Norfolk, il n'est pas animé par la haine comme les autres possédés. Il va aider Louise Kavanagh à s'échapper de Norfolk avant que les possédés ne la volent. Il sera ensuite capturé par les forces de sécurité de la Terre et coopérera afin d'arrêter Quinn Dexter. En dernier lieu, il servira d'offrande au Frère de Lumière.

### Laton
Édéniste rebelle, aussi appelé serpent, Laton s'est d'abord distingué par sa cruauté sans égale en massacrant un habitat édéniste au complet grâce à un virus de sa création, faisant des millions de victimes. Caché sur Lalonde à la recherche de l'immortalité, il devient l'un des premiers possédés.

### DrAlkad Mzu
Originaire de Garissa, créatrice de l'Alchimiste du Neutronium, l'arme la plus terrifiante jamais créée. Réfugiée sur l'habitat Tranquillité après la destruction de sa planète et surveillée par divers services secrets, elle n'a révélé à personne l'emplacement de l'Alchimiste. Personnage crucial.

### Rubra
Comme Laton, il est un serpent, un rebelle qui renie sa culture Édéniste. Il va donc créer son propre habitat modifié, Valisk, ainsi que ses propres astronefs, les gerfauts. À la fin de sa vie, Rubra a transféré la totalité de sa personnalité en Valisk, devenant le maître des lieux. Personnage crucial.

### Ione Saldana
Seigneur de Ruine, elle règne sur l'habitat Tranquillité. Elle est la descendante de Michael Saldana, héritier de la couronne du royaume de Kulu, qui s'est fait déshériter à la suite de la création de Tranquillité (l'édénisme étant banni par les adamistes). Elle possède donc le lien d'affinité avec son habitat. Sa mission, léguée par son grand-père Michael, est de découvrir ce qui s'est passé dans l'anneau Ruine, composé des débris d'une civilisation étrangère aux humains.

Elle révèle sa véritable identité très peu de temps après la découverte de Joshua Calvert dans l'anneau Ruine, et devient sa maîtresse privilégiée. Personnage crucial.

### Gerald Skibbow
Il est l'un des colons de Lalonde, envoyé dans le même village que Quinn Dexter. Il deviendra l'un des premiers possédés. Capturé à des fins d'études par les services secrets de Kulu, il constitue le premier cas d'exposition d'un possédé en tau zéro. Par la suite, il se donnera la mission de sauver sa fille Marie Skibbow, possédée par Kiera Slater qui règne maintenant sur Valisk.
Personnage crucial.

### Marie Skibbow/Kiera
Fille ravissante de Gerald Skibbow, elle tente de fuir Lalonde bien avant l'apparition des possédés. Elle se fera cependant rattraper à Durringham, capitale de Lalonde, par le corps possédé de Quinn Dexter.

Elle s'enfuit dans l'espace pour tenter de soumettre d'autres planètes aux possédés, et va se retrouver sur Valisk. Personnage important.

### Syrinx
Capitaine du vaisseau édéniste Œnone. Personnage semi-crucial.

### Wing-Tsit Chong
Fondateur de l'édénisme.

## Principales planètes

### Arnstadt
Planète germano-ethnique tombant sous le contrôle d'Al Capone après sa prise de la Nouvelle-Californie.

### Atlantis
Seule planète colonisée par les Édénistes et leurs habitats conscients (sous forme d'îles géantes dérivantes). Planète entièrement recouverte par un océan, connue pour ses exportations de poissons et fruits de mer très savoureux.
Les possédés prendront le contrôle d'une des îles en s'injectant dans la conscience multiple mais Laton se sacrifiera en faisant sauter l'habitat.

### Avon
C'est sur cette planète que fut créée la Confédération. Elle accueille le siège de l'assemblée des représentants des systèmes humains habités ainsi que des espèces Kiint et Tyrathcas. C'est en orbite de cette planète que se trouve l'astéroïde Trafalgar, siège du commandement de la flotte de la Confédération.

### La Terre
La Terre a été tellement polluée que son atmosphère et son climat ne permettent plus aux humains de vivre à l'extérieur. D'immenses dômes correspondant pour la plupart aux anciennes capitales et grandes villes de la planète ont donc été bâtis pour abriter l'humanité. Chaque dôme est relié aux autres par le système de Vidtrain, et à l'espace, par une tour orbitale.

### Garissa
Planète détruite par des vaisseaux envoyés par Omuta, avec qui elle était en guerre à cause d'un désaccord sur l'exploitation d'un champ d'astéroïdes très riches en métaux, les Dorados. Sur les 95 millions d'habitants, seuls 700 000 auraient survécu.

### Jobis
Première planète découverte habitée par des Kiints.

### Jupiter
C'est ici que le premier habitat édéniste (Éden) a vu le jour.
En tant que planète gazeuse, importantes ressources en He3.

### Kulu
Planète capitale du Royaume de Kulu.
Gouvernée par la famille royale Saldana.

### Kursk
Planète russoethnique. Lieu de naissance du grand amiral Samual Aleksandrovich

### Lalonde
Planète récemment ouverte à la colonisation humaine, elle est située respectivement à 22 et à plusieurs centaines d'années lumières d'Ombey et de la Terre. Elle abrite une importante colonie humaine qui doit faire face à son climat tropical. Lalonde est le siège de la première rupture dans le réel à laquelle participe Quinn Dexter.

### Mars
Planète terraformée pour les humains voulant vivre dans le communisme.

### Mastrit-PJ
Planète d'origine des Tyrathcas et des Mosdvas. La transformation de son soleil en géante rouge a obligé les Tyrathcas à s'enfuir en utilisant des arches célestes.

### Mirchusko
Planète géante gazeuse autour de laquelle orbitent l'anneau Ruine et l'habitat Tranquillité.

### Nouvelle Californie
C'est la première planète monoethnique fondée par l'humanité. Elle fait partie des plus riches et des plus avancées technologiquement.
Al Capone, fraîchement revenu d'entre les morts, en prendra le contrôle par la force et s'en servira comme base de son expansion à travers l'univers humain.

### Norfolk
Planète en orbite dans un système d'étoiles binaires (Le Duc et la Duchesse) au système politique de type pastoral. Le gouvernement de la planète refuse la plupart des technologies y compris la médecine et les transports. L'économie de la planète est basée sur la production de "Larmes de Norfolk", l'alcool de luxe le plus prisé dans toute la confédération.

La planète est partagée en domaines qui cultivent des Roses de Norfolk et qui produisent annuellement leur cru de Larmes. Les Roses de Norfolk ne poussent que sur cette planète, de par la singularité de la lumière produites par les deux étoiles. Arrivées à maturité, alourdies par leur vie, elles se courbent afin de pleurer un liquide qui est récolté et affiné pendant un an jusqu’à devenir un alcool.
Planète natale de Louise Kavanagh, Joshua Calvert décide d'y faire du commerce et vient acheter au père de Louise une partie de sa production. Il y fera entrer Quinn Dexter et Norfolk sera extraite de l'univers par les possédés.

### Nyvan
Seconde planète découverte par l'humanité. Son peuplement pluriethnique sera un échec, les différentes nations qui la composent étant en état d'hostilité perpétuelle. 

C'est sur cette planète que Quinn Dexter tentera son grand projet pour la première fois.

### Ombey
Planète la plus récente du Royaume de Kulu. La Péninsule de Mortonridge se voit entièrement envahie par les possédés. Le royaume de Kulu décide alors de lancer une grande campagne de libération, menée par Ralph Hiltch, en coordination avec les Édénistes (une première historique pour Kulu), qui fournit des soldats bioteks, moins sensibles aux pouvoirs des possédés. C'est une campagne entièrement psychologique, afin de persuader la population que les possédés ne sont pas invincibles et que le royaume (et la confédération entière) ne se laissera pas dicter sa volonté par les possédés.

### Omuta
Planète en conflit avec Garissa trente ans avant les événements du roman. Du fait du génocide et de la quasi destruction de Garissa, Omuta s'est vue infliger un embargo de trente ans par la Confédération et appliqué par les Forces Spatiales de la Confédération.

### Oshanko
Planète nippo-ethnique. Un des grands royaumes de la confédération.

### Saturne
Planète fournissant du He3 à la confédération. Également lieu de reproduction des faucons.

### Yosemite
Géante gazeuse aux environs de la même étoile que la Nouvelle Californie, 30 habitats édénistes tournent autour d'elle. Al Capone tentera de les attaquer sans succès.

## Principaux habitats

### Tranquillité
Port d'attache de Joshua Calvert, c'est un habitat qui présente trois particularités :
- il est exceptionnellement grand
- il n'est pas contrôlé par les Édénistes
- il est en orbite autour de l'anneau de Ruine, vestige de la civilisation Laymil, mystérieusement disparue.

Son fondateur était le Prince héritier du royaume de Kulu, Michael Saldana qui a voué son existence à la recherche scientifique pour élucider les causes de l'extinction des Laymils, qui pourraient aussi menacer l'humanité.

Pour ce faire, il a violé un tabou religieux catholique (religion du royaume de Kulu) en utilisant la technologie édéniste. 

La Princesse Ione Saldana en est l'actuel souverain, portant le titre de Seigneur de Ruine.

### Valisk
Habitat de la personnalité de Rubra, il sera un haut lieu de conflits, d'une part contre les possédés et d'autre part contre le descendant de Rubra, Dariat. Valisk a été fondé par un serpent qui a rejeté l'édenisme, mais sans manifester la violence d'un autre serpent : Laton.

Valisk est également le lieu de création des gerfauts et leur plus ancien port d'attache.

### Éden
Habitat original des Édénistes fondé par un homme bouddhiste. Ce même homme est en quelque sorte le fondateur de l'édénisme.

### Romulus
Habitat de Saturne. La maison du faucon Œnone.

## Races

### Ly-cilphes
Race dont l'évolution a été extrêmement longue. Leur planète d'origine connait un cycle de 9 ans durant lesquels les Ly-cilphes peuvent évoluer. À l'issue de ce cycle, la vie est détruite par des tempêtes apocalyptiques et une nouvelle évolution doit débuter. Pour s'extraire de ce schéma, les Ly-cilphes ont réussi, au prix de millions de cycles, à devenir une simple conscience au jour de leur mort.
Un Ly-cilphe est responsable de la rupture dans le réel. Sa soif de connaissances l'a amené à venir observer l'humanité sur Lalonde au moment où Quinn Dexter sacrifiait Powel Manani. Il s'est introduit dans le corps du sacrifié au moment de sa mort et a ouvert une brèche sur l'au-delà.

### Laymils
Ancienne race dont il ne reste que l'anneau de ruines comme souvenir. Grâce à la pile mémorielle qu'a découvert Joshua Calvert dans l'anneau, on apprendra qu'ils ont eu à affronter eux aussi la rupture dans le réel et le retour des morts, que leur planète, qui siégeait au centre de l'anneau, a été soustraite à l'univers, et que les survivants ont choisi le suicide en détruisant leurs habitats dont les ruines sont encore visibles.

### Tyrathcas
Peuple mystérieux. La transformation de leur étoile en supernova les a obligés à fuir en utilisant des arches à génération. Ils fonderont de nombreuses colonies dans une vaste zone de la galaxie, n'hésitant pas à pratiquer un génocide pour libérer une planète qui les intéresse. Ils participent à la colonisation de Lalonde afin de récolter des baies, dont ils font une boisson. Les Tyrathcas évitent en général le contact avec les autres races. Leur société est divisée en castes: les Reproducteurs, les Soldats, les Vassaux et autres rôles.
D'apparence et de taille chevalines, ils n'ont visiblement pas d'oreilles ou de narines, et leur bouche ressemble à une coquille de palourde. Seuls les Reproducteurs peuvent réellement communiquer. Ils sécrètent des instructions chimiques à destination du cerveau des vassaux et des soldats, qui leur obéissent aveuglément. Ils n'ont pas de véritable religion, mais en cas de troubles (comme maintenant) ils font appel à celui qu'ils appellent "Le Dieu Endormi". Un ancien vaisseau Tyrathca aurait appris son existence dans le passé et les Tyrathcas sont depuis convaincus que leur "dieu" pourra les sauver des possédés humains et prient l'idole qu'ils ont construite en son honneur.

### Mosdvas
Il s'agit d'une race dont la planète d'origine serait la même que les Tyrathcas.

### Kiints
Les Kiints sont des êtres massifs, de la taille d'un éléphant pour les adultes, de forme ovoïde et munis de plusieurs bras tractomorphiques (dont ils peuvent modifier la forme à volonté), de couleur blanche ou crème, et dotés d'un bec. Extrêmement intelligents, ils constituent la race la plus avancée technologiquement de la Confédération. Ils sont mystérieux, et leurs objectifs le sont tout autant. Ils mentent très rarement mais sont très doués pour les réponses évasives et les demi-vérités.
Par exemple, ils prétendent que le voyage spatial ne les intéresse pas et que c'est pour cette raison qu'ils ne construisent pas de vaisseaux spatiaux TTZ. Ce n'est qu'une partie de la vérité, car en réalité les Kiint maîtrisent une forme de TTZ à l'échelle de l'individu. Les vaisseaux spatiaux ne les intéressent pas, mais c'est parce qu'ils peuvent se téléporter individuellement.
Ils n'habitent qu'un seul système où quatre planètes tournent les unes autour des autres. Cet agencement, manifestement artificiel, témoigne de leur maîtrise technique. Ils disent aux humains que c'est le reliquat d'une expérience. Mais en fait, les humains sont l'objet de cette expérience puisque cette disposition avait pour but de les attirer à cet endroit. Ce système est bien le seul habité par les Kiints dans la galaxie, mais cette race est originaire d'une autre galaxie où elle est la race dominante et dont le système mère se présente sous la forme d'un chapelet de planètes tournant sur la même orbite autour de leur soleil.
Les Kiints communiquent par télépathie avec les Édénistes. Seuls quelques Kiints sont présents dans la Confédération, actifs notamment dans la recherche scientifique (xénobiologie / xénosociologie) sur l'habitat Tranquillité et sur Avon.

## Créatures des autres mondes

### Possédés
Les possédés sont les humains qui se font contrôler par les âmes qui reviennent de l'au delà. Ceux-ci possèdent la personnalité de l'âme qui a pris le contrôle du corps. Ils possèdent également des pouvoirs énergétiques qui leur permettent de modifier la réalité selon leurs désirs (Changer d'apparence physique, modifier les aliments qu'ils mangent, modifier l'apparence des objets autour d'eux, etc.).

### Orgathés
Ils règnent dans le Continuum Noir depuis l'éternité, et sont en quête de la moindre parcelle d'énergie vitale. Leur corps est constitué d'ectoplasme noir, et de leur présence rayonne un froid extrême, qui absorbe l'énergie vitale des vivants comme des fantômes. Les Orgathés dominent l'espace de la Nébuleuse noire qui survole le Mélange. Ils ont eu le privilège de quitter le Mélange, où les âmes trop faibles souffrent le martyre.